# Долинний
Доли́нний (рос. Долинный) — селище у складі Первомайського району Оренбурзької області, Росія.

## Населення
Населення — 1 особа (2010; 218 у 2002).
Національний склад (станом на 2002 рік):
- казахи — 76 %